# Madeleine Cheminat
Madeleine Cheminat est une actrice française, née Madeleine Marthe Calba, le 26 mars 1908 à Nancy (Meurthe-et-Moselle) et morte le 12 décembre 2008 à Nérac (Lot-et-Garonne).
Au début des années 1990, elle est atteinte par la maladie d'Alzheimer.

## Filmographie

### Cinéma
- 1963 : Mort, où est ta victoire ? d'Hervé Bromberger : Mademoiselle Génolin
- 1972 : Il n'y a pas de fumée sans feu d'André Cayatte : la belle-mère de Sylvie
- 1976 : Anne jour après jour feuilleton télévisé français de Bernard Toublanc-Michel
- 1979 : Gros-Câlin de Jean-Pierre Rawson
- 1980 : Voulez-vous un bébé Nobel ? de Robert Pouret
- 1981 : Tout feu, tout flamme de Jean-Paul Rappeneau (rôle de la mère de Montand et grand-mère d'Adjani)
- 1981 : Une étrange affaire de Pierre Granier-Deferre
- 1985 : Suivez mon regard de Jean Curtelin
- 1987 : Les Années sandwiches de Pierre Boutron
- 1989 : Deux de Claude Zidi
- 1990 : Tatie Danielle d'Étienne Chatiliez
- 1990 : Promotion canapé de Didier Kaminka

### Télévision
- 1958 : Adélaïde de Philippe Ducrest : Mme de Haut-Castel
- 1964 : Rocambole, L'Héritage mystérieux, de Jean-Pierre Decourt : Thérèse de Beaupréau
- 1965 : Belphégor ou le Fantôme du Louvre : une voisine du vieux monsieur (non créditée)
- 1966 : La Fille du régent : Sœur Marie-Thérèse
- 1968 : L'Idiot
- 1968 : Les Cinq Dernières Minutes, épisode Traitement de choc de Claude Loursais : Adrienne
- 1973 : Ton Amour et ma Jeunesse, épisode 1 : Anais
- 1976 : Au théâtre ce soir : La Sainte Famille d'André Roussin, mise en scène Georges Vitaly, réalisation Pierre Sabbagh, Théâtre Édouard VII
- 1976 : Au théâtre ce soir : Fanny et ses gens de Jerome K. Jerome, mise en scène Raymond Gérôme, réalisation Pierre Sabbagh, Théâtre Edouard VII
- 1976 : Commissaire Moulin, Série télévisée, première saison, épisode 4 intitulée "choc en retour": Marta
- 1981 : Au bout du chemin de Daniel Martineau

## Théâtre
- 1953 : L'Énigme de la chauve-souris de Mary Roberts Rinehart, mise en scène Georges Vitaly, Théâtre du Grand-Guignol
- 1954 : Living-Room de Graham Greene, mise en scène Jean Mercure, Théâtre Saint-Georges, Théâtre Montparnasse en 1955
- 1956 : Le Prince endormi de Terence Rattigan, mise en scène Georges Vitaly, Théâtre de la Madeleine
- 1958 : La Tour d'ivoire de Robert Ardrey, mise en scène Jean Mercure, Théâtre des Bouffes-Parisiens
- 1958 : Éboulement au quai nord d’Ugo Betti, mise en scène Marcelle Tassencourt, Théâtre de Poche Montparnasse
- 1959 : L'Œuf de Félicien Marceau, mise en scène André Barsacq, Théâtre des Célestins
- 1959 : Les Bâtisseurs d'empire de Boris Vian, mise en scène Jean Négroni, Théâtre Récamier
- 1961 : La Mouette d'Anton Tchekhov, mise en scène Sacha Pitoëff, Théâtre Moderne
- 1963 : Le Système Fabrizzi d'Albert Husson, mise en scène Sacha Pitoëff, Théâtre Moderne
- 1963 : La Voyante d'André Roussin, mise en scène Jacques Mauclair, Théâtre de la Madeleine
- 1965 : La Voyante d'André Roussin, mise en scène Jacques Mauclair, Théâtre des Célestins
- 1966 : L'Idiot d'après Dostoïevski, adaptation et mise en scène André Barsacq, Théâtre de l'Atelier
- 1967 : La Mouette d'Anton Tchekhov, mise en scène Sacha Pitoëff, Théâtre Moderne
- 1967 : L'Idiot d'après Dostoïevski, adaptation et mise en scène André Barsacq, Théâtre des Célestins, tournées Herbert-Karsenty
- 1969 : Oncle Vania d'Anton Tchekhov, mise en scène Sacha Pitoëff, Théâtre Moderne, Théâtre des Célestins
- 1969 : On ne sait jamais de et mise en scène André Roussin, Théâtre de la Michodière
- 1970 : On ne sait jamais d'André Roussin, mise en scène de l'auteur, Théâtre des Célestins
- 1976 : Amphitryon 38 de Jean Giraudoux, mise en scène Jean-Laurent Cochet, Théâtre Edouard VII
- 1977 : Si t'es beau, t'es con de Françoise Dorin, mise en scène Jacques Rosny, Théâtre Hébertot
- 1978 : La Culotte de Jean Anouilh, mise en scène Jean Anouilh et Roland Piétri, Théâtre de l'Atelier
- 1979 : C'est à c't'heure ci que tu rentres ? de Michel Fermaud, mise en scène Jean-Luc Moreau, Théâtre des Nouveautés
- 1980 : Le Cœur sur la main de Loleh Bellon, mise en scène Jean Bouchaud, Studio des Champs-Élysées
- 1982 : Le Cœur sur la main de Loleh Bellon, mise en scène Jean Bouchaud,   Théâtre des Célestins